# Кутузово (Краснознаменський район)
Кутузово (рос. Кутузово, раніше Ширвіндт — лит. Širvinta, нім. Schirwindt) — селище Краснознаменського району, Калінінградської області Росії. Входить до складу Краснознаменського міського округу. Входило до складу Добровольського сільського поселення. Було самим східним населеним пунктом області. 
Населення — 0 осіб (2015 рік).

## Історія
Вперше місто Ширвіндт згадується в 1515 році. Головною визначною пам'яткою був собор (архітектор Фрідріх Август Штюлера), побудований Фрідріхом Вільгельмом IV. У місті був свого часу найвищій в Східній Пруссії млин вітряк.
Ширвіндт був самим східним містом Німеччини, який знаходився на німецько-російському кордоні. З боку Литви до нього примикало місто Кудіркос-Науместіс (раніше Владіславов).
Площа міста в 1926 році становила 668 гектарів. Населення перед війною в 1939 році становило 1090 осіб. Крім цього, Ширвіндт був відомий як найменше місто в довоєнній Німеччині, а також як місто, яке анітрохи не збільшелося з моменту присвоєння міського статусу.
У XIX і XX століттях місто мало стратегічне значення. Від нього дороги вели на Побєдино (Шілленен), Добровольськ (Піллькаллен) і Нестеров (Шталлупьонен). У XIX столітті через Ширвіндт неодноразово проходили частини Наполеона.
Німецький герб Ширвіндта складався з: всередині компонуваної подвійної чорно-срібної кайми червлена стіна з брамаю і піднятими чорною решіткою.
Восени-взимку 1914—1915 рр. місто перебувало в зоні бойових дій. В районі Ширвіндта з боку російської армії діяли: 2-я кавалерійська дивізія, 53-я і 56-я піхотні дивізії і 5-та стрілецька бригада, а з боку німців частини 8-ї німецької армії. Про Ширвіндт є згадка в «Тихому Доні» Шолохова. За бої під Ширвіндтом в жовтні 1914 року орденом Св. Георгія нагороджений полковник Біскупський.
З вересня 1939 року в Ширвіндт розміщувався табір для військовополонених «Офлаг-60», в якому померло 4000 осіб. Перші снаряди, випущені по Німеччині наприкінці 1944 року, впали в районі цього міста. Ширвіндт був узятий радянськими військами 17 жовтня 1944 р. В результаті артпідготовки і штурму місто було знищено майже повністю. Нині в артилерійському музеї Санкт-Петербурга зберігається зброя, яка зробила перші постріли по Німеччині. Письменник Гумільов в своїх спогадах докладно описав як місцевість, так і військові дії в Ширвіндті й околицях, так як сам воював в цих краях.

## Населення
| 2002 | 2010 |
| ---- | ---- |
| 18   | ↘0   |

## Сучасний стан
Від міста після Другої світової війни залишилося всього два будинки. Руїни здебільшого будівель, включаючи унікальну кірху Іммануїла, були розібрані на цеглу і використані при відновленні сусіднього міста Кудіркос-Науместіс. Сьогодні в Кудіркос-Науместіс знаходиться музей міста Ширвіндта. Зберігся міст через прикордонну ділянку річки Шешупе, що розташовувався біля Ширвіндта.
17 листопада 1947 року Ширвіндт був перейменований в селище Кутузово Краснознаменського району Калінінградської області.
За радянських часів місто було режимним об'єктом і було закритим для цивільних осіб. Військові називали його «оглядова Кутузово».
На військовому цвинтарі в Кутузово поховані 176 радянських і 154 німецьких воїна. Після закінчення війни був відкритий меморіал, який згодом був зруйнований. У східній частині кладовища зараз встановлений металевий латинський хрест висотою 8 м, в центрі два бетонних хреста — православний і латинський. На табличках вказано кількість похованих: «167 російських солдатів», «160 німецьких солдатів». Крім цього, три німецьких воїна були поховані близько військового пам'ятника (Kriegerdenkmal) і три в саду у кірхи (Kirchengarten). До нашого часу ці поховання не збереглися. Територія кладовища становить 384 м² і обсаджена деревами по периметру. Кладовище було відновлено в 90-і роки XX століття.
У 2007 році Олександр Ширвіндт написав роман «Schirwindt, стертий з лиця землі» і побував в селищі Кутузово.